# Església de la Nativitat de Nijni Nóvgorod
L'Església de la Nativitat de Nostra Senyora, (rus: Церковь Собора Пресвятой Богородицы), també coneguda simplement com Església de la Nativitat o Església Stróganov, és una església ortodoxa russa, situada al carrer Rozhdestvenskaya a Nijni Nóvgorod. Va ser construïda en 1696-1719, subvencionada pel comerciant Grigori Stróganov. És un dels millors exemples de Stroganov. Té l'estatus de Monument d'arquitectònic d'importància Federal.

## Història

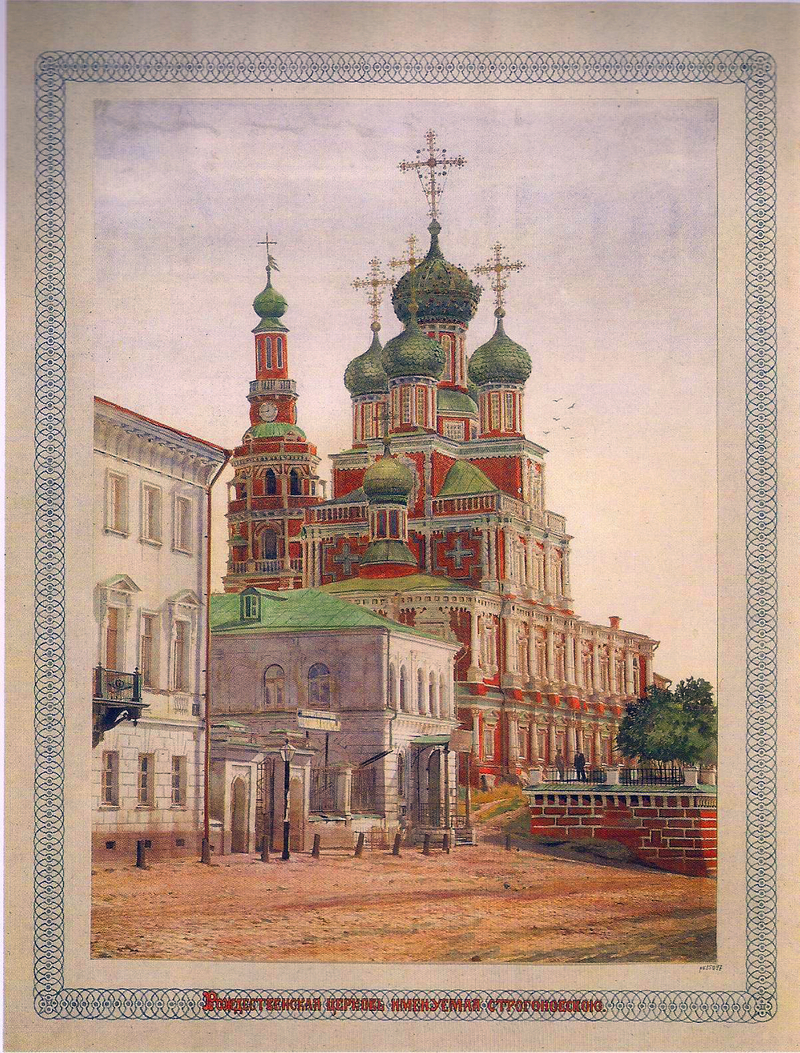
L'església a la pintura de Karelin i Shishkin

La construcció de l'església va començar el 1696. La construcció estava gairebé acabada el 1701, però un incendi la va destruir, sent restaurada per l'esposa del comerciant Grigori Stróganov - Maria Iàkovlevna, i consagrada el 1719 per l'arquebisbe Pitirim de Nizhni Nóvgorod i Alátyr (1719-1738).
El 1722, l'església va ser tancada per Pere I fins a la seva mort (1725), patint a continuació molts incendis (el 1768, 1782, 1788). Entre 1807 i 1812 Alexander Stroganov va dur a terme grans reparacions. El 1820-1823, Agustí de Betancourt va construir una paret de maó sota l'església. El campanar estava connectat al porxo per un passadís cobert. A les dècades de 1870 i 1880, l'església va ser completament restaurada amb projectes de Lev Dahl i Robert Kilevain.
A la dècada de 1860 el campanar va començar a inclinar-se, i en 20 anys s'havia desviat 1,2 metres; el 1887, la part superior va ser desmantellada i reconstruïda de Nou.
A l'era soviètica, es va prendre la decisió de destruir l'església, però el rector de l'església Sergio Veysov (1915-1934) va recollir documents històrics i fotografies, va llegir diverses conferències sobre el significat cultural del Barroc Stroganov i va preservar aquest temple, convertint l'església en un museu de la religió i l'ateisme, nomenant director interí del Museu Sergey Veysov, amb el hieromonjo Spiridon convertit en vigilant.
L'església va ser novament consagrada el 3 de juliol de 1993. El 24 de juliol de 2008, el Primer Ministre Vladímir Putin va entregar la icona de la Resurrecció de Jesús a la diòcesi de Nizhni Nóvgorod. La icona va ser robada de l'església el 22 d'octubre del 2004. En 2007, la icona va ser comprada per un col·leccionista a Estònia i portat a Rússia. Però quan va trobar la icona al catàleg de coses robades, va decidir tornar-lo a l'Església ortodoxa russa.

## Arquitectura
L'església és de dos nivells: a la part superior hi ha un altar de tres absis, un saló de pregària, un refectori i un porxo. Té cinc cúpules, que s'estableixen en relació amb els costats del món. Inicialment, els doms eren verds. Tal com estan representats a la pintura d'Iván Shishkin i Andrei Karelin. Però a finals del segle xix van ser pintats com les cúpules de la Catedral de Sant Basili a Moscou. L'església està decorada, tant fora com a l'interior, amb talles de pedra blanca.
El campanar és un octàgon en forma de cub. La cúpula està coronada amb una creu amb un penell. Aquest detall és característic del període mariner. Hi ha un rellotge al campanar. A les lloses de pedra hi ha lletres eslaves que divideixen el cercle en 17 parts, segons l'antic càlcul rus del temps. L'antic mecanisme de rellotgeria va ser reparat pel mecànic rus Ivan Kulibin, instal·lant-se un nou mecanisme, però es desconeix el parador del mecanisme anterior.

## Galeria

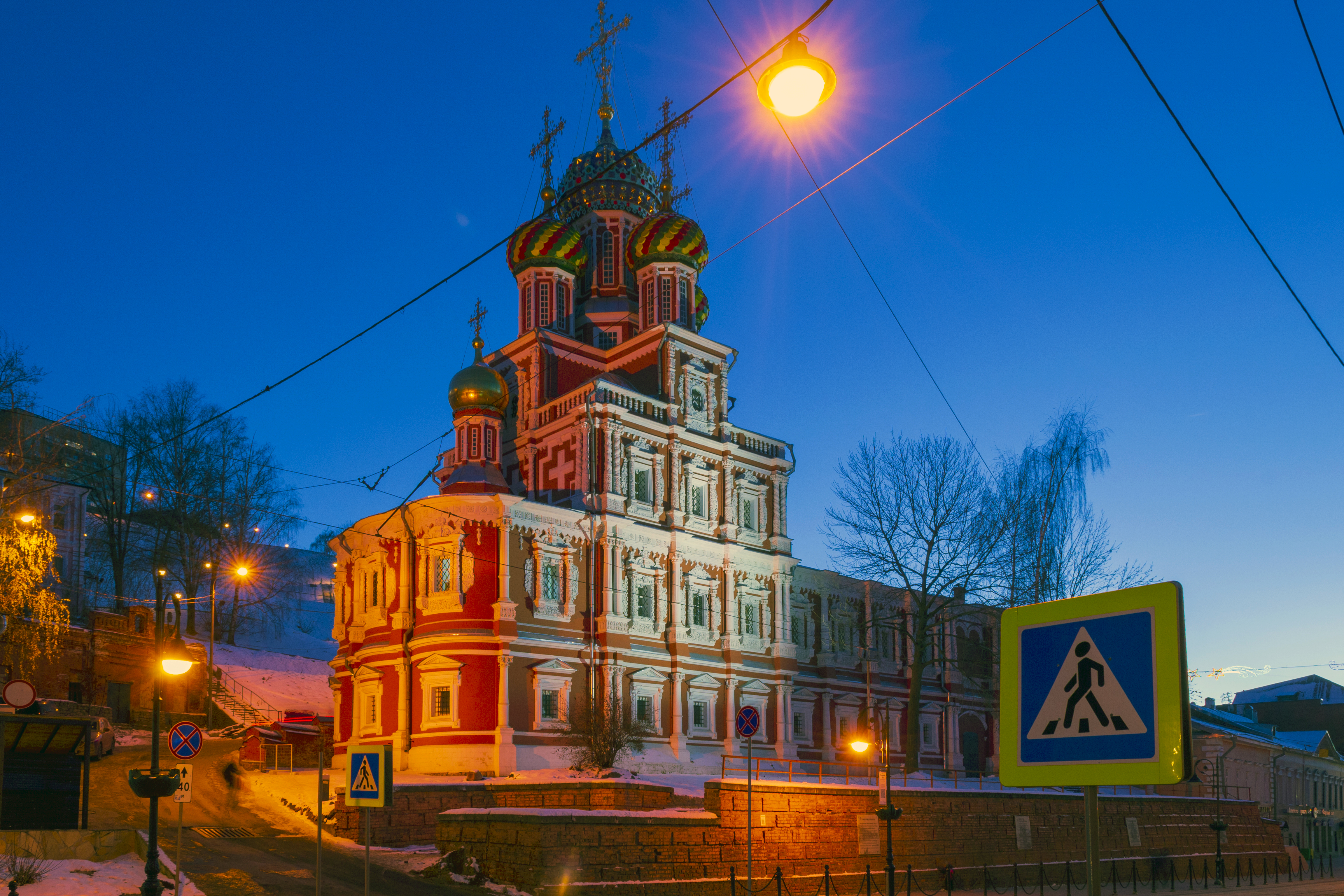
Vista del carrer Rozhdest- venskaya
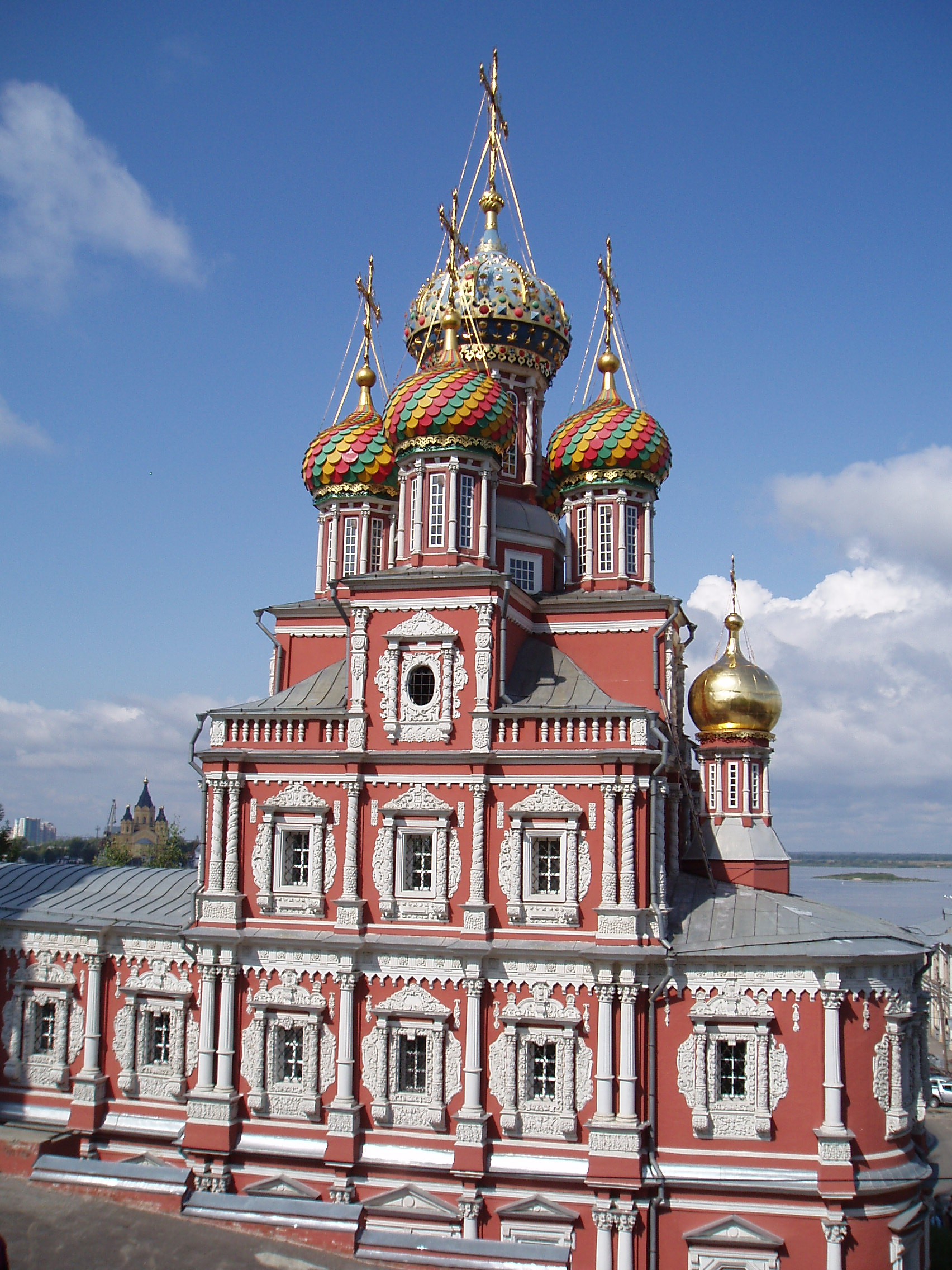
Vista del costat del pendent
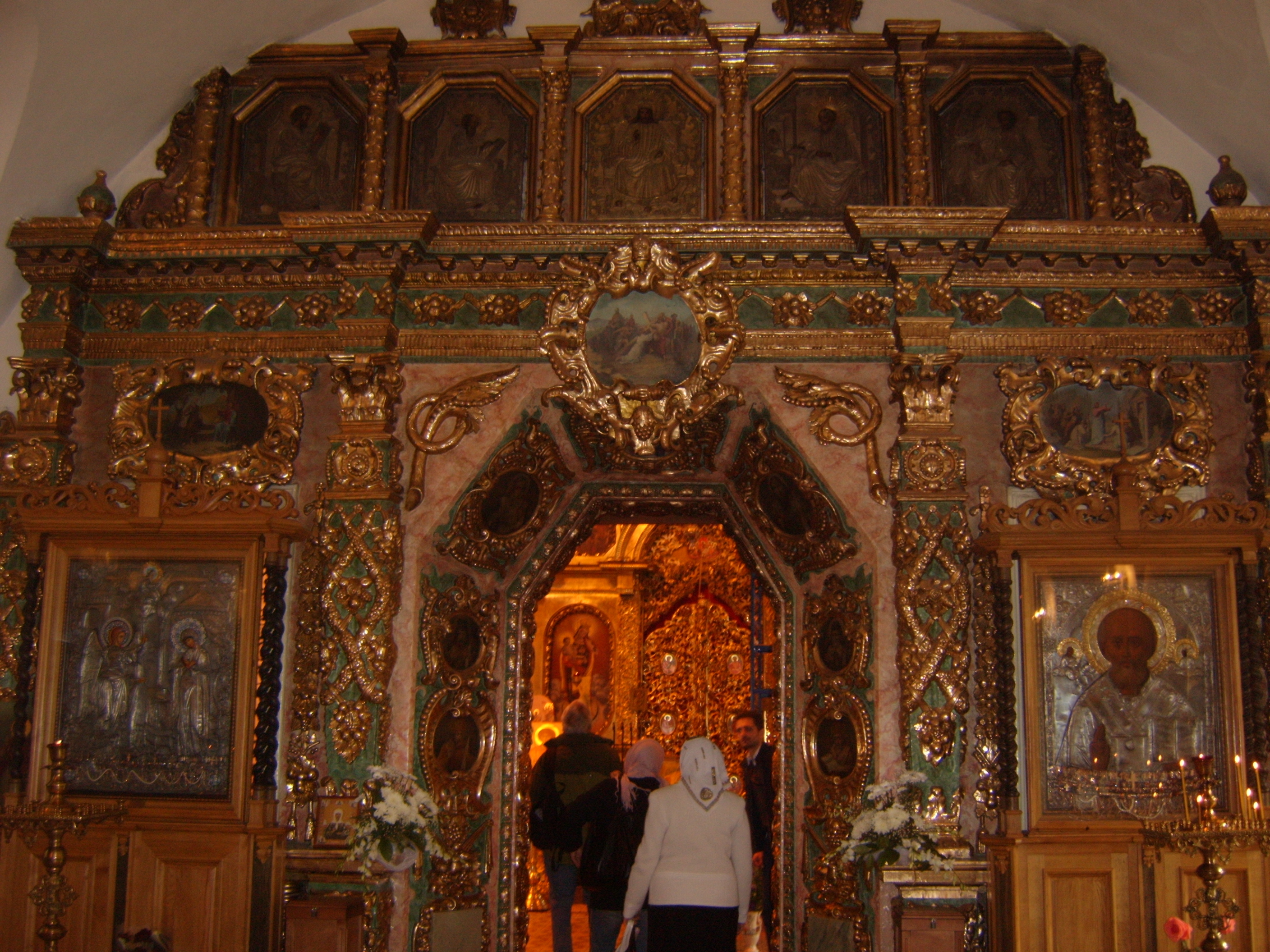
Interior església
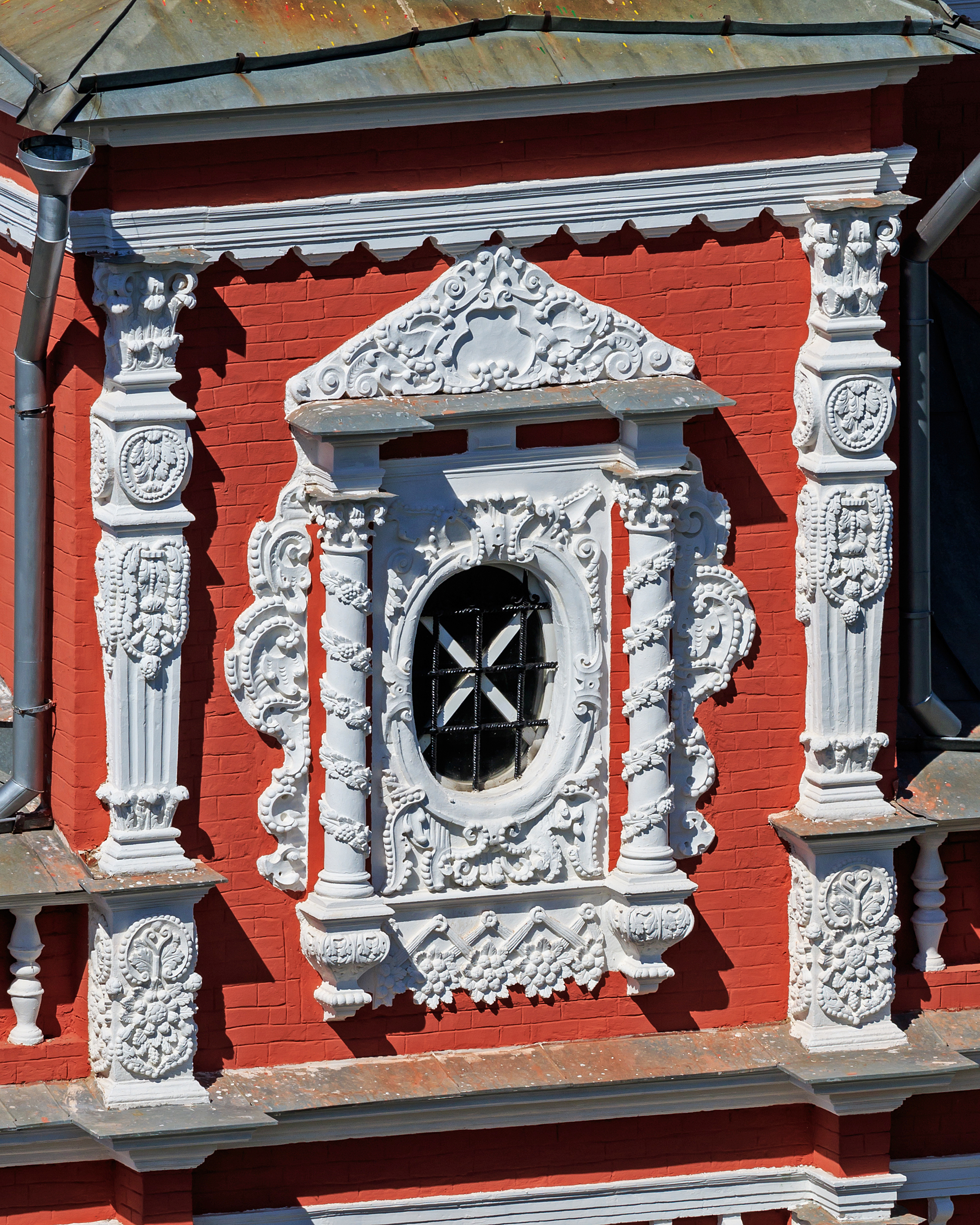
Finestra
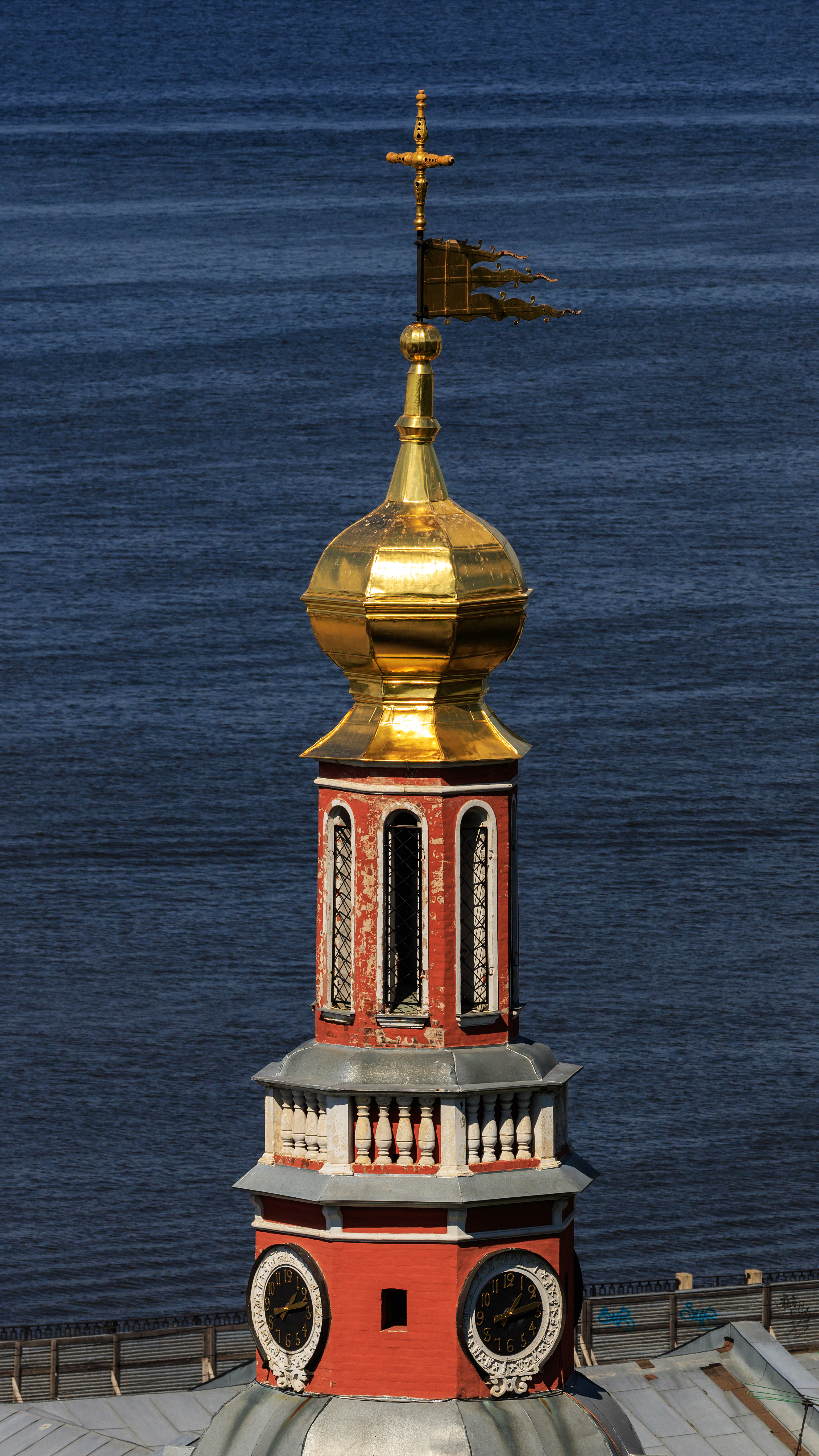
Cúpula del campanari
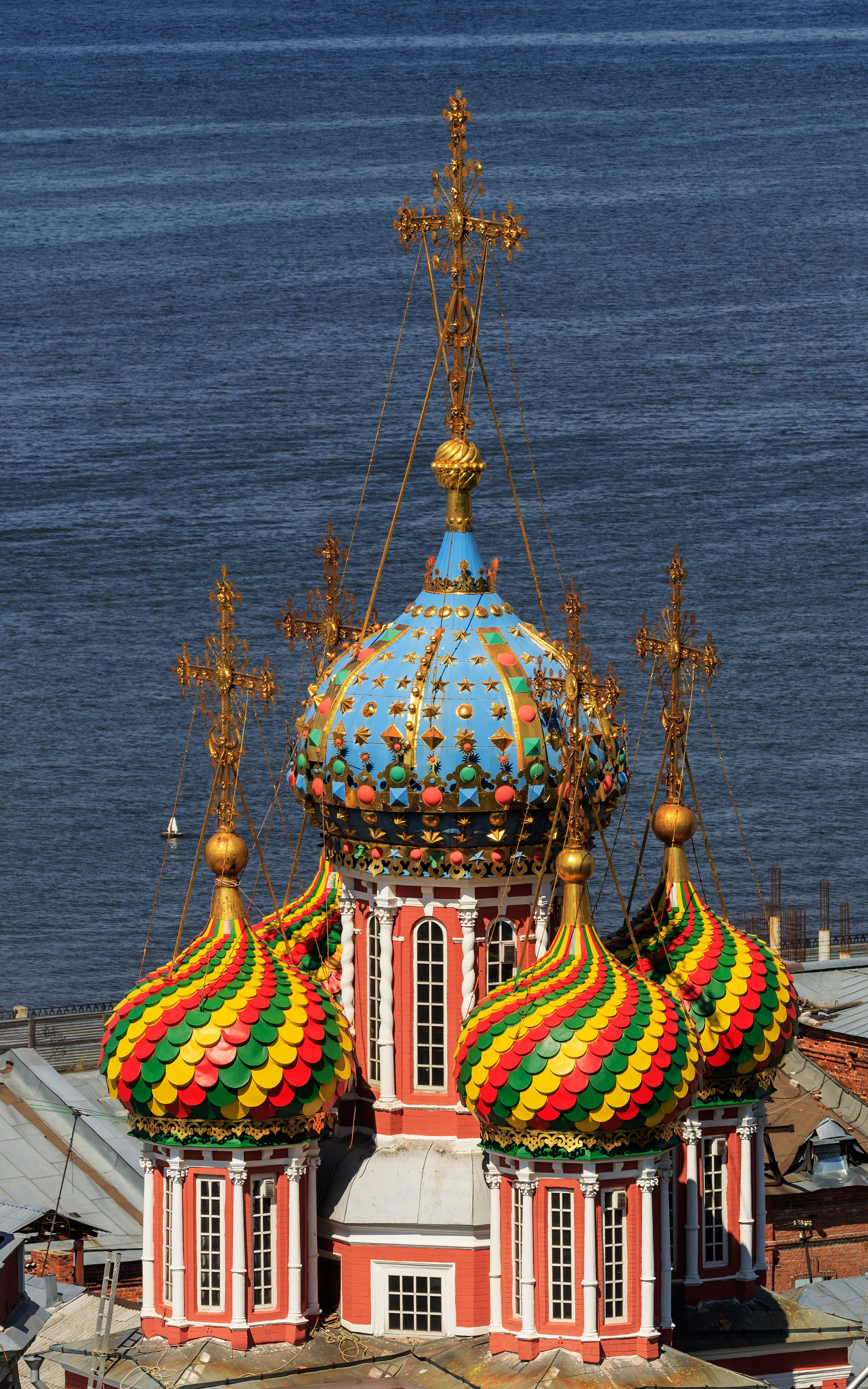
Cúpules de l'església